# Myrmeciophyllum signatum
Myrmeciophyllum signatum är en insektsart som beskrevs av Max Beier 1960. Myrmeciophyllum signatum ingår i släktet Myrmeciophyllum och familjen vårtbitare. Inga underarter finns listade i Catalogue of Life.